# El patrullero 777
El patrullero 777 és una pel·lícula mexicana estrenada el 1978. Ha estat doblada al català.
Va ser el penúltim treball del còmic mexicà Mario Moreno Cantinflas on fa una crítica tragicòmica de la policia i la societat mexicana a principis del sexenni de José López Portillo. El personatge del patruller 777 va aparèixer per primera vegada en El gendarme desconocido, i va reaparèixer en El bombero atómico. Aquesta pel·lícula conclou la trilogia, encara que l'única connexió entre els tres films és el patruller.
Amb un personatge altament moralitzador, Cantinflas entra amb una sèrie d'escenes feblement connectades a un tema central amb el treball policial a Mèxic i la percepció social que se'n té. Destacant certs tòpics de l'actualitat de llavors, Cantinflas converteix aquesta pel·lícula en una de les seves comèdies més crues sobre la realitat mexicana.

## Argument
Diògenes Bravo (Cantinflas), és el Patruller 777, membre de la policia de la capital que recorre els carrers de la ciutat amb la intenció de prestar un servei a la societat. És un personatge destacable dins del cos de policia, ja que és un d'aquests elements que no està contaminat per la pràctiques vicioses dels companys que acostumen a rebre "mordidas" dels ciutadans amb la intenció que no els multin per les faltes que cometen.
La història és una sèrie connectada de situacions en la qual apareixen diversos personatges en circumstàncies en les quals el patruller 777 pot aplicar la llei amb un alt sentit de l'honestedat amb major o menor sort. De totes aquestes subhistories que conformen la pel·lícula hi ha una història central que té una continuïtat sòlida i és aquella en la qual el patruller es veu embolicat amb una banda de narcotraficants que, a més, exploten a un grup de noies de la vida alegre entre les quals destaquen "la Clarines" (Ana Bertha Lepe) i "la Pingüis" (Valeria Pani). Al final de la pel·lícula el patruller i la seva parella policial "el cap" Julio Alejandro Lobato atrapen a la banda amb l'ajuda d'aquestes dues noies.
Hi ha moltes altres històries que en el transcurs del film van exposant els vicis de la societat de principis del lopezportillisme com les carreres d'alta velocitat que els juniors de la capital efectuaven en plena via pública i que acaba en desgràcia, i el robatori en una festa de l'alta societat. Hi ha altres passatges tant còmics com incidentals com aquell en el qual patrullant de nit s'atura a cantar una serenata, o quan atén un cas de violència domèstica de la qual ha de sortir corrent abans que la senyora de la casa (Ofelia Guilmáin) acabi copejant-ho a ell també, i fins a un intent de suïcidi en el qual ha de pujar-se a la cornisa d'un edifici per capturar al suïcida (Fernando Luján).
A causa de la seva forma molt particular de solucionar els problemes, és renyat regularment pel seu superior, el major Malagón (Wolf Ruvinskis). La pel·lícula està filmada en la Ciutat de Mèxic, amb diverses seqüències on es poden apreciar les principals avingudes de la ciutat amb una marcada tendència a les escenes nocturnes. Entre els artistes que fan aparicions especials podem esmentar a Amparo Arozamena, Laura Zapata, Carlos Riquelme, Norma Herrera, Guillermo Oreja, Ofelia Guilmáin, Fernando Luján, Julio Alejandro Lobato i Pompín Iglesias.

## Repartiment
- Cantinflas: Diógenes Bravo
- Ana Bertha Lepe: Claudia Loza la clarines
- Valeria Pani: Lupe La Pinguis
- Wolf Ruvinskis: Tinent Malagón
- Julio Alejandro Lobato:
- Amparo Arozamena: Senyora en pleit
- Alejandro Ciangherotti: Home serenata
- Laura Zapata:	Senyoreta en pleit
- Ofelia Guilmáin: Dona violenta